# Rudna Gwizdanów
Rudna Gwizdanów – stacja kolejowa w Gwizdanowie, w gminie Rudna, w powiecie lubińskim, w województwie dolnośląskim, w Polsce.

## Ruch pasażerski
| Rok  | Wymiana pasażerska na dobę |
| ---- | -------------------------- |
| 2017 | 20-49                      |
| 2022 | 50-99                      |

## Historia

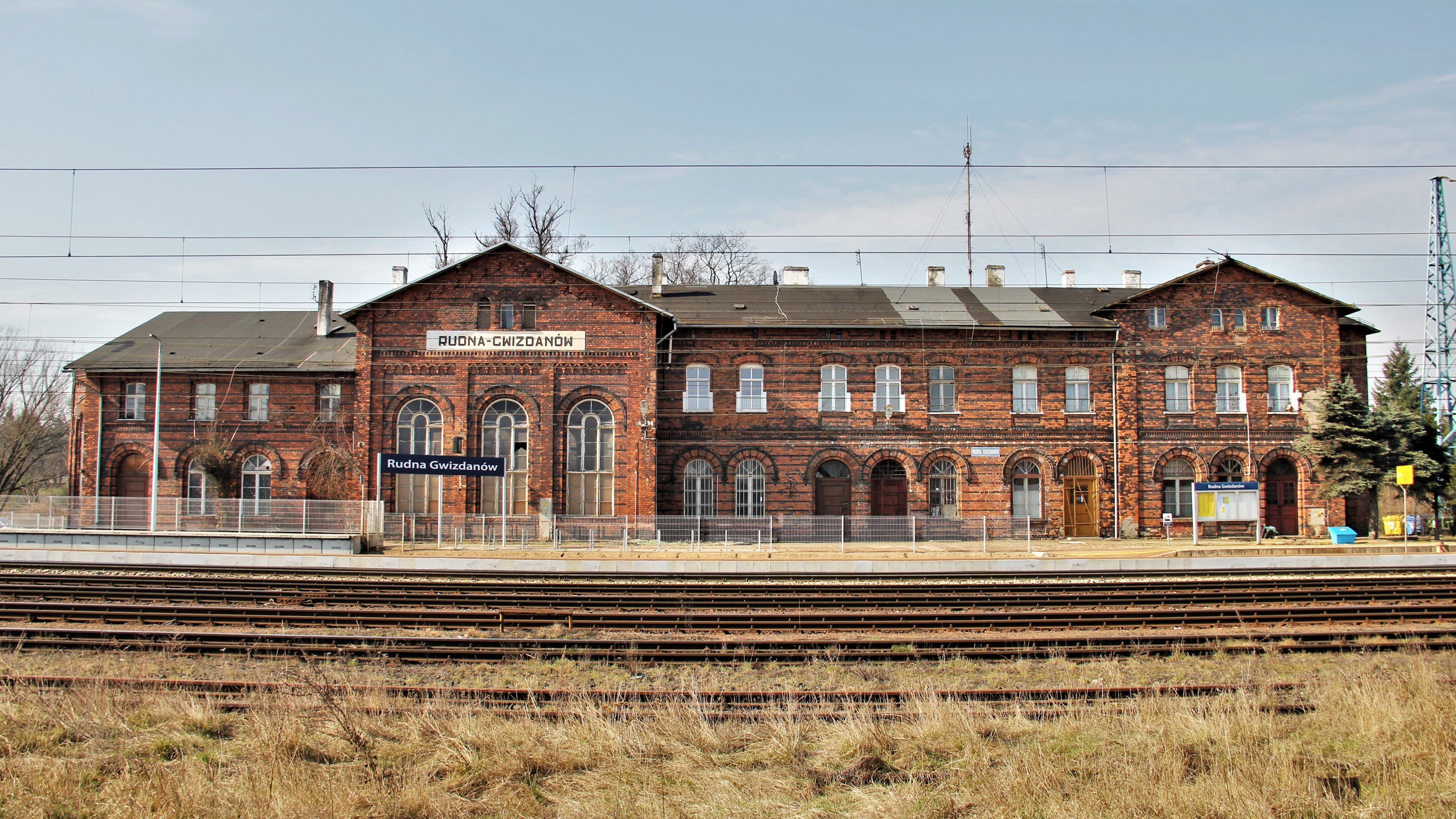
Budynek dworca od strony torów

Kolej dotarła do Gwizdanowa w 1871, wraz z budową linii z Legnicy. W 1874 stała się stacją węzłową, po oddaniu do użytku linii z Wrocławia. W 1900 otwarto jeszcze (dziś rozebraną) linię lokalną do Polkowic. Do czasu uruchomienia w 1901 stacji Rudna Miasto (Haltepunkt Raudten, a od 1914 r. Raudten-Stadt), był to jedyny dworzec kolejowy w Rudnej i nosił nazwę Raudten, a od 1935 – Raudten-Queissen. Istniejąca architektura kolejowa jest w większości zachowana i wpisana częściowo do rejestru zabytków.
W ruchu towarowym eksploatowana jest też linia do Huty Miedzi Cedynia w Orsku.